# Semi-Detached
Semi-Detached è un album in studio del gruppo musicale nordirlandese Therapy?, pubblicato nel 1998.

## Tracce
1. Church of Noise – 3:06 (Cairns)
2. Tightrope Walker – 3:19 (Cairns, McCarrick, Hopkins)
3. Black Eye, Purple Sky – 3:11 (Cairns)
4. Lonely, Cryin', Only – 2:40 (Cairns, McCarrick)
5. Born Too Soon – 3:47 (Cairns)
6. Stay Happy – 3:54 (Cairns, McCarrick, McKeegan, Hopkins)
7. Safe – 4:02 (Cairns, McCarrick, McKeegan, Hopkins)
8. Straight Life – 4:47 (Cairns, McCarrick)
9. Heaven's Gate – 3:49 (Cairns)
10. Don't Expect Roses – 2:44 (Cairns, McCarrick, McKeegan, Hopkins)
11. Tramline – 4:52 (Cairns/McCarrick)
12. The Boy's Asleep – 4:26 (Cairns, McCarrick, McKeegan)

## Formazione
- Andy Cairns - voce, chitarra
- Graham Hopkins – batteria, cori
- Martin McCarrick - violoncello, chitarra, voce, piano
- Michael McKeegan - basso, cori